# Балинахинч
Вижте пояснителната страница за други значения на Балинахинч.
Балинахѝнч (на английски: Ballynahinch; на ирландски: Baile na hInse) е град в югоизточната част на Северна Ирландия. Разположен е в район Даун на графство Даун на около 20 km южно от централната част на столицата Белфаст. Основан е през 18 век. Имал е жп гара от 10 септември 1858 г. до 16 януари 1950 г. Населението му е 5364 жители според данни от преброяването през 2001 г.